# 콘스탄틴 폰 카우프만
콘스탄틴 페트로비치 폰 카우프만(러시아어: Константи́н Петро́вич фон-Ка́уфман; 1818년 3월 2일 ~ 1882년 5월 16일)은 러시아령 투르키스탄의 초대 총독이다.

## 초기
그의 가족은 원래 오스트리아-헝가리 제국인이었지만, 100년 이상 친러시아파로 있으면서 정교회로 개종했다. 카우프만은 현 군사 공학기술 대학교라고 불리는 니콜라예프 공학 연구소에서 공병으로 졸업했다. 1838년 카우프만은 캅카스에서 공병으로 활동하면서 대령으로 진급하고 , 1885년에는 카르 공방전에서 전투공병으로 활동했다. 카르 도시가 항복하고 나서 그는 평화 협상을 위해 윌리엄 윌리엄스 경과 함께 협의장에 갔다.
1861년, 그는 군사 조직을 개편하고 싶어하는 전쟁부 장관 드미트리 밀류틴을 도와 전쟁국의 공병과 국장이 되었다. 1864년에는 중장으로 진급하면서 빌뉴스에서 부관참모이자 징병 총괄자가 되었으며, 그 당시 차르의 폴란드 귀족 재산 몰수 정책을 시작하면서 시골에서까지 영향을 뻗치려 시도했다.

## 투르케스탄 정복
1867년, 그는 러시아령 투르키스탄의 총독이 되면서 중앙아시아의 러시아 확장정책을 펼쳐나갔고, 이는 그가 죽을 때까지 계속되었다. 코칸트 칸국의 시르다리야강 북부는 이미 러시아가 점령하고 있었고, 나머지 부분은 보호국으로써 명목상으로만 독립국이었다. 1868년 부하라 토후국 작전에서는 사마르칸트를 성공적으로 점령한 이후 토후국 전체를 정복했다.
1872년부터 1873년까지 히바 칸국을 공격하면서 수도인 히바를 점령하고 러시아의 보호국으로 만들었다. 이후 1875년 코칸트 칸국 전쟁에서 이전 통치자 쿠도야르에 대한 반러시아 봉기를 진압하고 칸을 물러냈다. 코칸트 칸국이 러시아에게 합병한 이후 칸국의 나머지 영토는 페르가나 분지만 남게 되었다. 이러한 빠른 칸국들의 흡수는 러시아 제국의 국경이 아프가니스탄 바로 앞까지 도달하게 만들었고 세르 알리 칸과 카우프만과의 밀사는 1878년 아프가니스탄-영국 전쟁을 발발하는 데 영향을 주었다.

## 같이 보기
- 히바 전역 (1873년)

## 참조
- 본 문서에는 현재 퍼블릭 도메인에 속한 브리태니커 백과사전 제11판의 내용을 기초로 작성된 내용이 포함되어 있습니다.

## 추가 자료
- «Кауфман» in the Русский Биографический Словарь. Ибак – Ключарев (С.Пб.) 1897.
- Евгений Глущенко "Герои Империи" (Москва) 2001.
- Jean-Marie Thiebaud, Personnages marquants d'Asie centrale, du Turkestan et de l'Ouzbékistan, Paris, L'Harmattan, 2004. ISBN 2-7475-7017-7